# Атей (Португалия)
Атей (порт. Atei)  —  район (фрегезия) в Португалии,  входит в округ Вила-Реал. Является составной частью муниципалитета  Мондин-ди-Башту. По старому административному делению входил в провинцию Траз-уш-Монтиш и Алту-Дору. Входит в экономико-статистический  субрегион Тамега, который входит в Северный регион. Население составляет 1421 человек на 2001 год. Занимает площадь 24,31 км².
Покровителем района считается Апостол Пётр (порт. São Pedro). 